# Uczelnia Łazarskiego w Warszawie

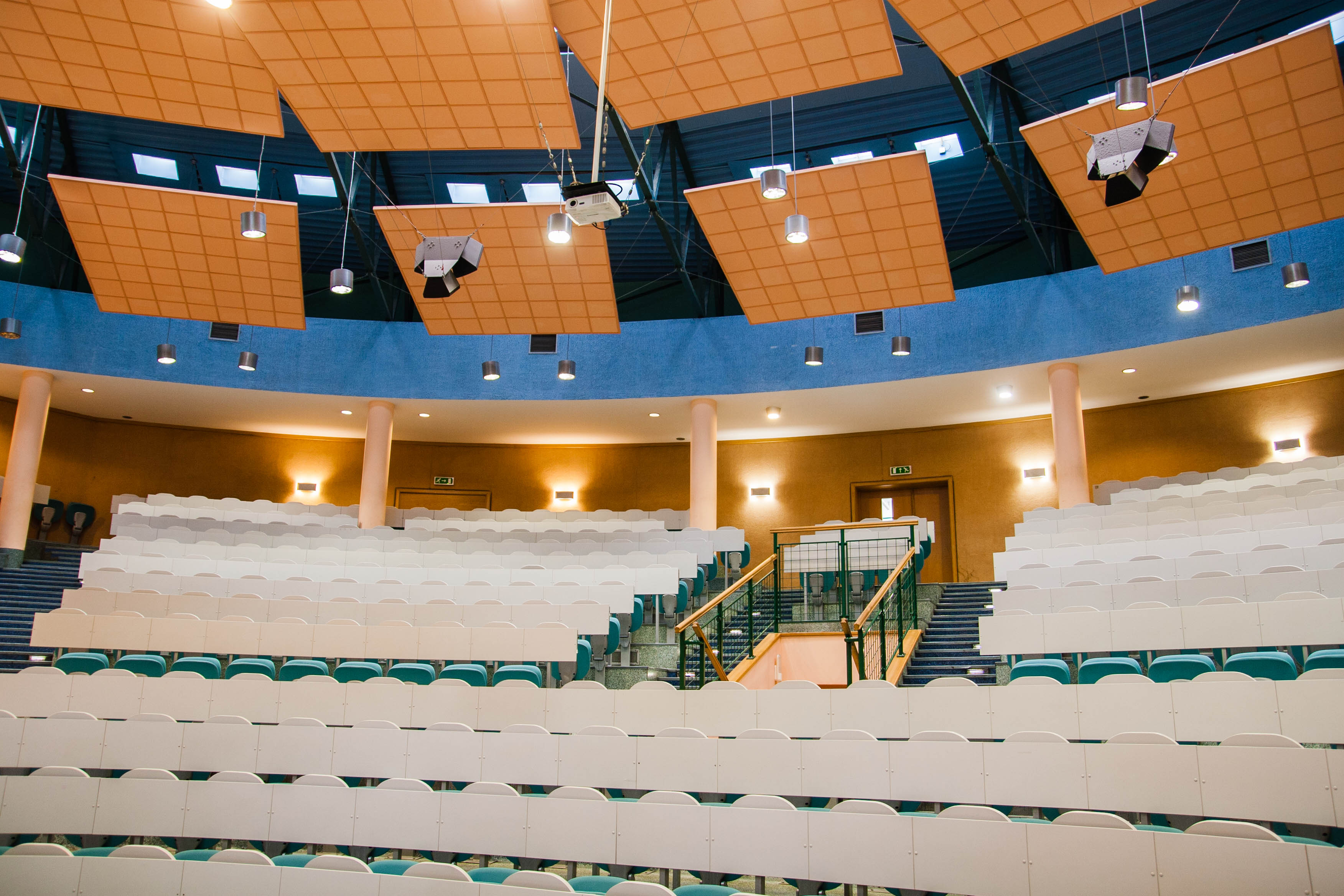
Aula wykładowa – UŁa

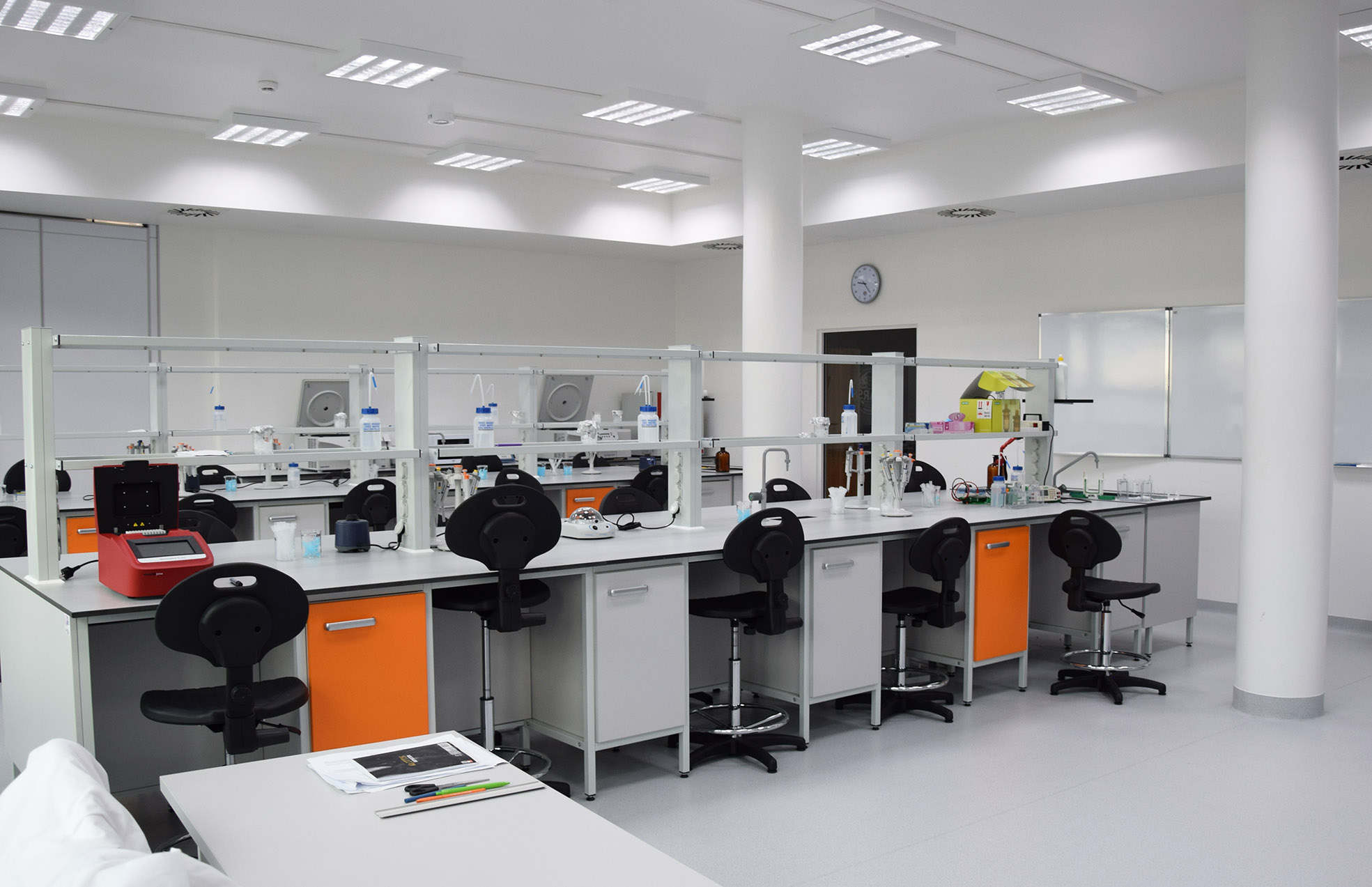
Laboratorium – Wydział Medyczny UŁa

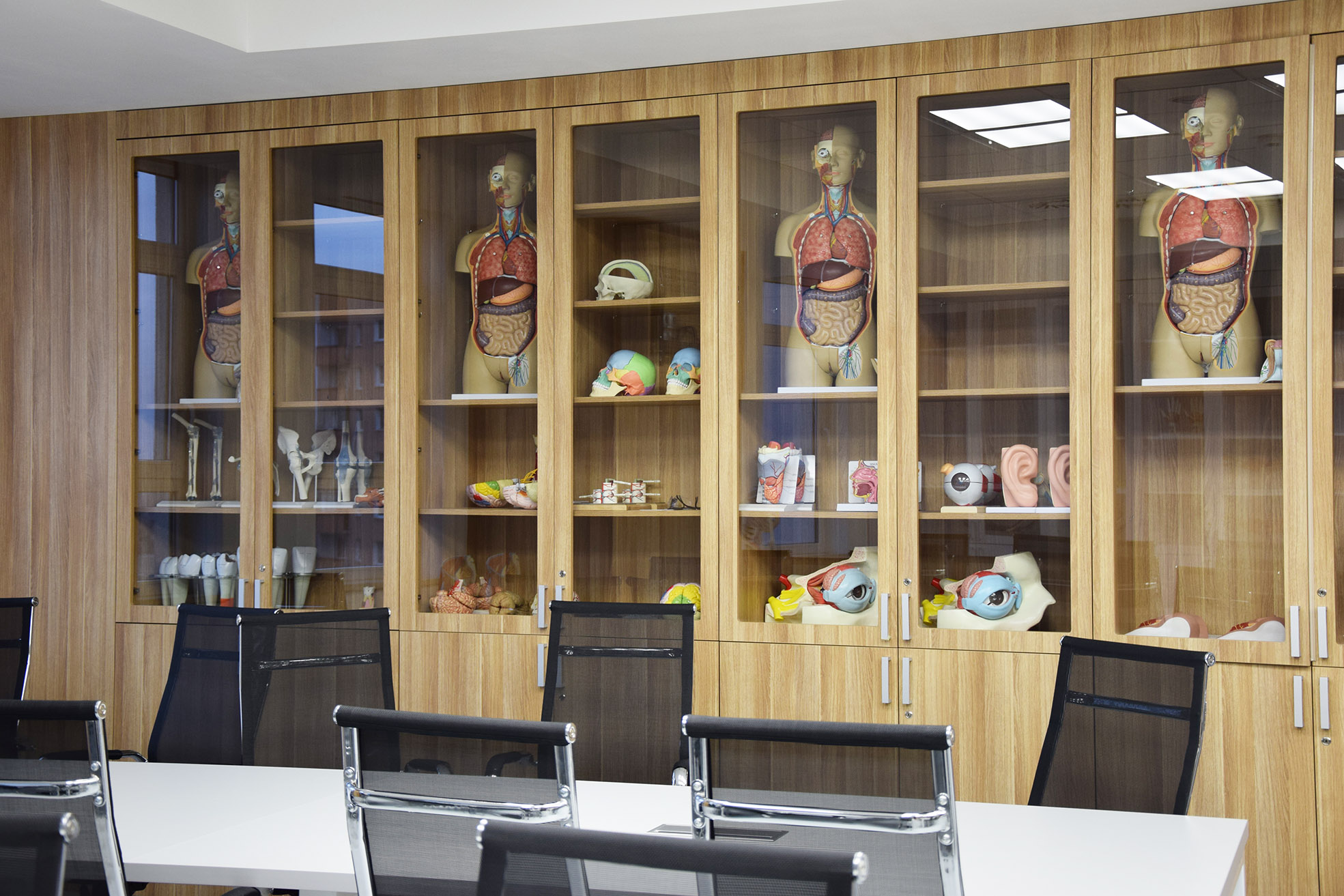
Sala seminaryjna – Wydział Medyczny UŁa

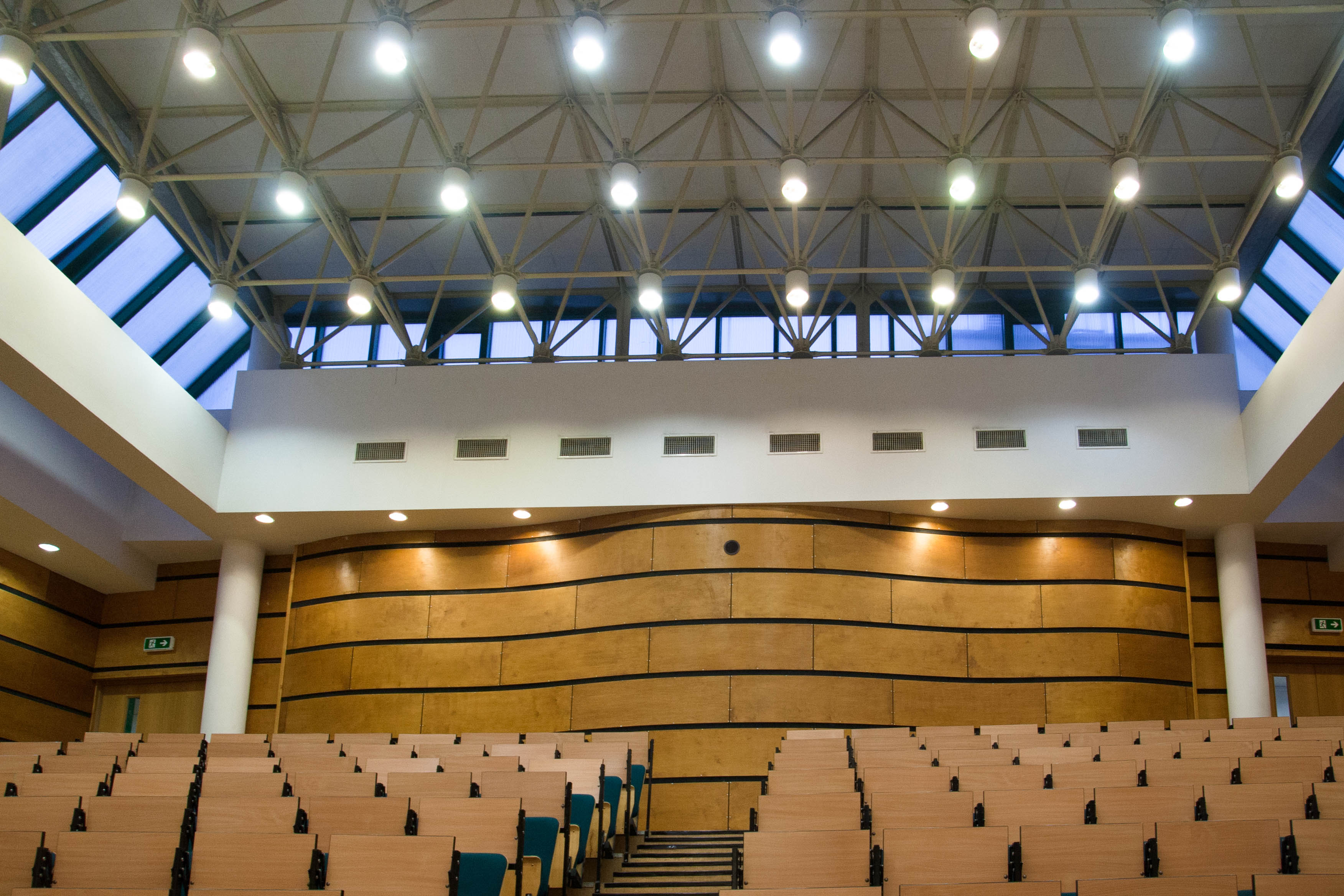
Sala wykładowa – UŁa

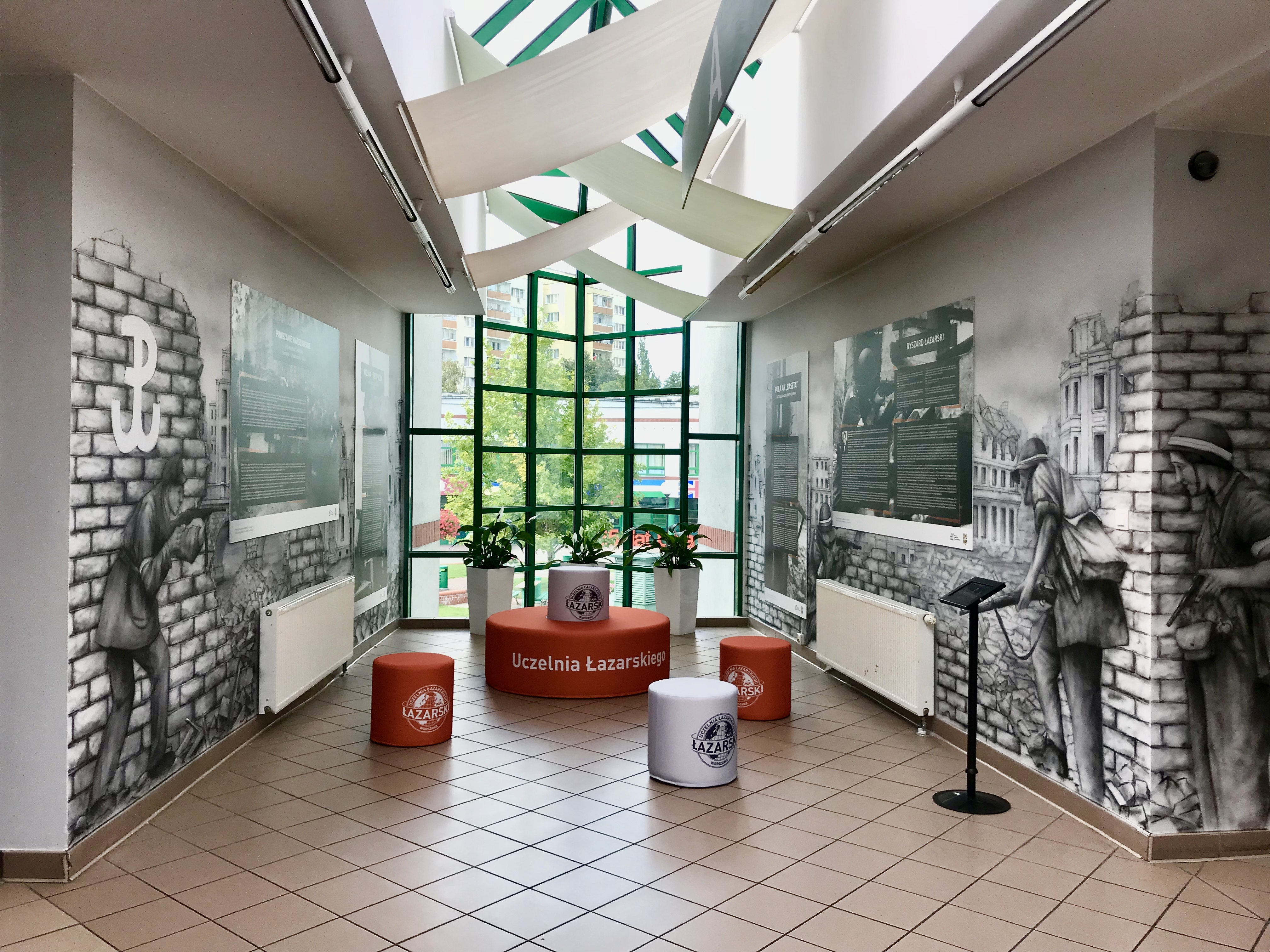
Izba Pamięci UŁa

Uczelnia Łazarskiego (UŁa) (d. Wyższa Szkoła Handlu i Prawa im. Ryszarda Łazarskiego w Warszawie) – polska niepubliczna uczelnia akademicka z siedzibą w Warszawie, założona przez Ryszarda Łazarskiego w 1993 roku. Oferta edukacyjna studiów wyższych obejmuje kształcenie na 3 wydziałach: Wydziale Prawa i Administracji, Wydziale Ekonomii i Zarządzania oraz Wydziale Medycznym.
Oferta kształcenia uczelni to studia licencjackie, magisterskie, doktoranckie w zakresie prawa, podyplomowe, MBA, LLM, seminaria doktorskie, szkolenia i kursy językowe. Uczelnia oferuje również studia anglojęzyczne z brytyjskim dyplomem Coventry University.
Uczelnia kształci prawników, ekonomistów, biznesmenów, pracowników administracji, polityków i dyplomatów. W 2017 roku rozpoczęła także kształcenie lekarzy na Wydziale Medycznym, jako druga w Polsce uczelnia niepubliczna.

## Władze uczelni
- Rektor – prof. dr hab. Maciej Rogalski
- Dziekan Wydziału Ekonomii i Zarządzania – dr Martin Dahl
- Dziekan Wydziału Prawa i Administracji – dr hab. Anna Konert
- Dziekan Wydziału Medycznego – p.o. mgr Marta Rosińska-Kortas

## Wydziały i kierunki studiów
- Wydział Ekonomii i Zarządzania[5]
  - ekonomia
  - finanse i rachunkowość
  - stosunki międzynarodowe
  - zarządzanie
  - technologie finansowe

W ofercie edukacyjnej uczelni są także studia anglojęzyczne. Specjalny program prowadzony wspólnie z brytyjskim Coventry University pozwala na zdobycie dwóch dyplomów – polskiego oraz brytyjskiego.
- Wydział Prawa i Administracji[5]
  - prawo
  - administracja
  - prawo w biznesie
  - prawo w IT

Jakość nauczania na wydziale została potwierdzona przez Polską Komisję Akredytacyjną, która przyznała kierunkowi prawo ocenę wyróżniającą. Studenci zdobywają praktykę m.in. w Studenckiej Poradni Prawnej. Przy wydziale funkcjonują szkoły prawa międzynarodowego oraz LLM – jedyne w Polsce studia kształcące prawników z całego świata wspólnie z Boston University i Center for International Legal Studies w Salzburgu. Po ukończeniu studiów można nabyć kolejne uprawnienia takie jak stopień naukowy doktora nauk prawnych w dyscyplinie prawo, stopień naukowego doktora habilitowanego nauk prawnych w dyscyplinie prawo oraz wszcząć postępowanie o nadanie przez Prezydenta Rzeczypospolitej Polskiej tytułu naukowego profesora.
- Wydział Medyczny
  - kierunek lekarski[5]
  - pielęgniarstwo[9]

Wewnętrzny system jakości kształcenia został dostosowany do wymogów wynikających z reformy nauki i szkolnictwa wyższego. Na Wydziale działa Centrum Nauk Podstawowych i Przedklinicznych, które składa się z Pracowni Naukowych Podstaw Medycyny oraz Pracowni Nauk Morfologicznych a także w 2019 r. powstało Centrum Symulacji Medycznych MexExcellence (Realizacja projektu pn. „Centrum Symulacji Medycznych MedExcellence. Doskonałość w kształceniu” współfinansowana jest ze środków Europejskiego Funduszu Społecznego w ramach Programu Operacyjnego Wiedza Edukacja Rozwój 2014-2020, Działanie 5.3 Wysoka jakość kształcenia na kierunkach medycznych).

## Historia
- 1993 – Decyzja Ministra Edukacji Narodowej zezwalająca Założycielowi dr. Ryszardowi Łazarskiemu na utworzenie uczelni niepaństwowej pod nazwą Prywatna Wyższa Szkoła Handlowa.
- 2000 – Umiera założyciel i rektor WSHiP dr Ryszard Łazarski.
- 2000 – Uczelnia otrzymuje nazwę Wyższa Szkoła Handlu i Prawa im. Ryszarda Łazarskiego.
- 2004 – Powstaje ogólnouczelniana jednostka dydaktyczna Centrum Kształcenia Podyplomowego.
- 2010 – Powołanie do życia Fundacji Uczelni Łazarskiego przyznającej stypendia zdolnym i potrzebującym studentom oraz działającej na rzecz społeczności lokalnych.
- 2010 – Inauguracja metod i technik kształcenia na odległość – Lazarski Distance Learning[13].
- 2010  – Zmiana nazwy na Uczelnia Łazarskiego.
- 2012 – Nawiązanie współpracy z brytyjskim ośrodkiem – Coventry University, wprowadzenie anglojęzycznych walidowanych programów studiów kończących się zdobyciem dwóch dyplomów: polskiego Uczelni Łazarskiego i brytyjskiego Coventry University.
- 2015 – Najlepsza polska uczelnia w międzynarodowym rankingu U-Multirank przygotowywanym na zlecenie Komisji Europejskiej[14].
- 2015 – Wydział Ekonomii i Zarządzania na I miejscu ratingu magazynu Brief mierzącego przygotowanie absolwentów do wejścia na rynek pracy[15].
- 2017 – Rozpoczęcie kształcenia lekarzy na Wydziale Medycznym.
- 2019 – Utworzenie Centrum Symulacji Medycznych MedExcellence[12].
- 2020 − Otwarcie Lotniczego Centrum Symulatorowego Uczelni Łazarskiego − Operator Goldwings Flight Academy[16].

## Nagrody i rankingi

### 2017
- Perspektywy – III miejsce w rankingu uczelni niepublicznych magisterskich[17].
- Dziennik Gazeta Prawna – I miejsce Wydziału Prawa i Administracji w rankingu uczelni niepublicznych[18].
- Wydział Prawa i Administracji Uczelni Łazarskiego uzyskał w najnowszej ocenie parametrycznej jednostek naukowych kategorię A[19].

### 2018
- Perspektywy – III miejsce w rankingu wśród niepublicznych uczelni magisterskich[20].
- Dwie pierwsze nagrody w konkursie na kreatywną kampanię rekrutacyjną szkoły wyższej Genius Universitatis, zorganizowanym przez Wydawnictwo Perspektywy: I miejsce w kategorii reklama prasowa wspierająca rekrutację oraz I miejsce w kategorii serwis rekrutacyjny[21].

### 2019
- Perspektywy – III miejsce w rankingu uczelni niepublicznych magisterskich[22].
- Dziennik Gazeta Prawna – I miejsce Wydziału Prawa i Administracji w rankingu uczelni niepublicznych[23].
- Decyzją Polskiej Komisji Akredytacyjnej kierunek lekarski prowadzony na Wydziale Medycznym Uczelni Łazarskiego uzyskał ocenę pozytywną[24].

### 2020
- Perspektywy – III miejsce w rankingu uczelni niepublicznych magisterskich[25].
- Dziennik Gazeta Prawna – I miejsce Wydziału Prawa i Administracji w rankingu uczelni niepublicznych[26].
- Rzeczpospolita - III miejsce wśród uczelni niepublicznych w rankingu wydziałów prawa[27].

### 2021
- Dziennik Gazeta Prawna – I miejsce Wydziału Prawa i Administracji w rankingu uczelni niepublicznych[28].

### 2022
- Dziennik Gazeta Prawna – I miejsce Wydziału Prawa i Administracji w rankingu uczelni niepublicznych[29].
- Rzeczpospolita - II miejsce wśród uczelni niepublicznych w rankingu wydziałów prawa[30].

### 2023
- Kategoria naukowa A+ w dyscyplinie nauki prawne dla Wydziału Prawa i Administracji Uczelni Łazarskiego[31].

## Wydawnictwa
Uczelnia Łazarskiego wydaje dwa czasopisma naukowe, które znalazły się w części B wykazu przygotowanego przez MNISW: Ius Novum wydawane przez Wydział Prawa i Administracji Uczelni Łazarskiego oraz Myśl Ekonomiczna i Polityczna – kwartalnik Wydziału Ekonomii i Zarządzania Uczelni Łazarskiego.

## Kampus
Uczelnia mieści się przy ul. Świeradowskiej 43 na warszawskim Mokotowie. Kampus obejmuje sześć sektorów (A, B, C, D, E i F). W sektorach mieszczą się również sale zajęciowe, sale warsztatowe oraz aule wykładowe. Największą z nich jest aula im. Lecha Falandysza, który od 1997 roku związany był z ówczesną Wyższą Szkołą Handlu i Prawa im. Ryszarda Łazarskiego w Warszawie, początkowo jako prorektor, a od czerwca 2000 roku jako rektor tej uczelni. W budynku mieści się biblioteka oferująca dostęp do ponad 100 000 egzemplarzy książek oraz stanowisk komputerowych. Na terenie uczelni znajduje się izba pamięci poświęcona II wojnie światowej oraz wydarzeniom z okresu powstania warszawskiego, w którym brał udział założyciel uczelni Ryszard Łazarski – żołnierz Pułku AK Baszta.

## Wybrane ośrodki naukowe i jednostki
- Centrum Kształcenia Podyplomowego Uczelni Łazarskiego (CKP) – jednostka, zajmująca się przede wszystkim kształceniem osób posiadających dyplom ukończenia studiów co najmniej pierwszego stopnia. Oferuje studia podyplomowe, programy MBA i MPA, szkolenia, doradztwo dla firm, instytucji, jednostek administracji publicznej i samorządowej. Posiada wieloletnie doświadczenie w realizacji programów związanych m.in. z ochroną zdrowia, sądownictwem, coachingiem, marketingiem, branżą lotniczą, modową itd. CKP jest partnerem licznych przedsiębiorstw i instytucji, z którymi wspólnie buduje ofertę doradczo-szkoleniową[36].
- Studium Języków Obcych (SJO) – jednostka dydaktyczna zajmująca się kształceniem językowym. Prowadzi lektoraty i kursy z 13 języków oraz pełni funkcję centrum egzaminacyjnego międzynarodowych egzaminów TOEIC, TOLES, LCCI. Jednostka organizuje kursy dla obcokrajowców rozpoczynających studia w Polsce lub chcących doskonalić swoją znajomość języka, a także zajęcia dla osób spoza uczelni. Od 2016 roku SJO posiada uprawnienia do przeprowadzania egzaminów państwowych z języka polskiego jako obcego[37][38].
- Studencka Poradnia Prawna – jednostka, której członkami są studenci oraz ich opiekunowie – wykładowcy i praktycy. Zespół udziela nieodpłatnie porad prawnych osobom w trudnej sytuacji materialnej, sporządza opinie prawne, pisma procesowe itp. Studencka Poradnia Prawna Uczelni Łazarskiego znalazła się na pierwszym miejscu wśród poradni prawnych uczelni publicznych i niepublicznych w rankingu „Rzeczpospolitej” w 2018 r.[39].
- Dział Praktyk i Karier – jednostka zajmująca się wspieraniem i kształtowaniem rozwoju zawodowego, określeniem predyspozycji osobowościowych i zawodowych studentów i absolwentów Uczelni Łazarskiego. Prowadzi działalność konsultacyjno-doradczą, a także organizuje coroczne Giełdy Pracodawców[40][41].
- Klub Absolwenta – jednostka od 2009 roku zrzeszająca i integrująca absolwentów Uczelni Łazarskiego. Jest organizatorem wydarzeń edukacyjnych, kulturalnych, prospołecznych, a także pomaga w nawiązywaniu kontaktów biznesowych poprzez cykliczne spotkania networkingowe. Propaguje sukces zawodowy absolwentów m.in. poprzez organizację konkursu „Brylanty Łazarskiego” oraz publikacje na temat ich osiągnięć[42].

## Działalność studencka
Na uczelni działa wiele organizacji studenckich: Samorząd Studencki, Studencka Poradnia Prawna, koła naukowe, sekcje AZS Uczelni Łazarskiego, drużyna cheerleaderek.
Studenci są inicjatorami cyklicznych wydarzeń m.in.: 
- TEDx Lazarski University – konferencja naukowa na licencji TED, popularyzująca ciekawe idee, motywujące do podjęcia nowych działań[43].
- Przedsiębiorczość 3.0 - finałowa gala przedmiotu akademickiego metodyka studiów i badań. Studenci pierwszego roku przygotowują i prezentują własne modele biznesowe w oparciu o szablon modelu biznesowego[44][45].
- Warsaw Business Game – konkurs, podczas którego drużyny z czołowych warszawskich uczelni rozwiązują zadanie symulujące realną sytuację biznesową[46][47].
- Lazarski Talent Show – impreza promująca talenty studentów, dająca możliwość zaprezentowania się szerszej publiczności[48][49].

## Sport na Uczelni Łazarskiego
Studenci uczelni biorą udział w wielu imprezach sportowych m.in. w Akademickich Mistrzostwach Polski w koszykówce. Uczelnia Łazarskiego posiada własną siłownię i wyposażoną salę do ćwiczeń. Studium Wychowania Fizycznego Uczelni Łazarskiego organizuje coroczne wydarzenie promujące sport i zdrowy tryb życia – Dzień Sportu. Przy Studium działają sekcje AZS Uczelni Łazarskiego takie jak golf, żeglarstwo, tenis oraz drużyna cheerleaderek. Uczelnia posiada specjalny program realizacji studiów dla sportowców w trybie e-learning. Do grona studentów należą utytułowani sportowcy m.in.:
- Hubert Hurkacz – tenisista, uczestnik turniejów French Open, Wimbledon i Australian Open,
- Weronika Deresz – wioślarka, medalistka mistrzostw świata, uczestniczka Igrzysk Olimpijskich w Rio de Janeiro 2016,
- Radosław Paczuski – zawodnik muay thai i kick-boxingu, mistrz świata K-1,
- Karolina Pieńkowska – judoczka, mistrzyni i wicemistrzyni Europy seniorek, młodzieżowa mistrzyni Europy.